# Battlefield Earth (livro)

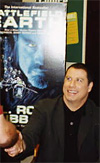
John Travolta em uma sessão de autógrafos de Battlefield Earth, em Barnes & Noble NYC em 2000.

Battlefield Earth: A Saga of the Year 3000, (No Brasil, A Reconquista) é um romance de ficção científica escrito pelo autor americano L. Ron Hubbard, mais conhecido por ter fundando a religião da Cientologia. Ele também compôs uma trilha sonora para o livro chamada de  Space Jazz.

## Enredo
O livro se passa no futuro pós-apocalíptico de 3.000 D.C.. O Planeta Terra é agora governado por uma raça alienígena denominada Psychlos por um milênio. Os Psychlos descobriram a Terra por meio de uma sonda espacial que detalhava a posição do planeta no Sistema Solar e fotografias, o que os trouxe diretamente a nosso planeta. Depois de um milênio de dominação a humanidade é uma espécie ameaçada de extinção e restam não mais que 35.000 seres humanos na terra, todas em partes isoladas do globo. A intenção dos Psychlos é clara, extrair todo o minério do planeta e enviar ao seu planeta natal.

## Personagens
Jonnie Goodboy Tyler é um jovem de uma das tribos isoladas na América do Norte , próximo às Montanhas Rochosas. Quando ele entra em depressão pela morte recente de seu pai, bem como a letargia e doenças que assolam os adultos sobreviventes de sua tribo (que posteriormente ele descobre ser efeito de vazamentos radiativos de minas nucleares na região), ele resolve deixar sua vila e explorar as terras baixas e tentar afastar as superstições de sua tribo sobre os monstros que vivam nelas. Ao visitar a abandonada cidade de Denver ele é capturado por um dos Psychlos, Terl, justamente o Psychlo responsável pela segurança planetária.
No livro os Psychlos são descritos como tendo 2,7 metros de altura e pesando mais de 450 Kilogramas. Eles são originários de um planeta chamado Psychlo que possui uma atmosfera completamente diferente da Terra em uma galáxia diferente da nossa e com compostos elementais diferentes dos encontrados na Terra. A fim de suportar a atmosfera terrestre eles respiram um tipo de gás que é explosivo quando colocado em contato com o menor traço de radiação, como o encontrado no decaimento de Urânio e Plutônio. Os Psychlo são a raça dominante de diversas galáxias por, pelo menos, 100.000 anos. No final do livro conta-se que os Psychlos eram, originalmente, uma espécie alienígena dedicada a mineração  mineiros não violentos, porém foram dominados ao longo dos anos pela raça governante Os Castristas e se tornaram maliciosos e sociopatas sadísticos.
Terl foi designado chefe de segurança da Terra e seu contrato foi estendido por Numph o chefe planetário encarregado das operações de mineração. Não querendo passar mais tempo em um planeta insignificante como a Terra, Terl decide bolar um plano para se tornar milionário e escapar da Terra. O plano inicial é minerar uma jazida de ouro que drones de monitoramento descobriram no topo das Montanhas Rochosas, porém, o que impede a mineração por operários Psychlos foi a descoberta que a jazida se encontra cercada de depósitos de urânio o que tornaria suicídio para qualquer Psychlo de bom sendo. Quando captura Jonnie, Terl elabora um novo plano para a mineração, educar e treinar o humano recém capturado para minerar por ele e matá-lo assim que conseguir o que quer.
Inicialmente Jonnie se nega a coperar, então Terl sai em uma caçada e consegue capturar Chrissie o amor da vida de Jonnie e a irmã dela Pattie e usa elas para forçar a cooperação dele, bem como sua obediência cega. Seguro da obediência dele Terl liberta ele na área de mineração e o força a utilizar uma máquina de aprendizado, uma espécie de máquina de realidade virtual que o ensina os mais variados assuntos imediatamente e diretamente em seu cérebro, incluindo a língua Psychlo. Terl e Jonnie viajam para a Escócia para recrutar 83 jovens, dentre eles Jonnie escolhe jovens parecidos com ele para um plano que está bolando, bem como uma senhora de idade, um médico e um historiador, enganando Terl dizendo que eles são especialistas em mineração. Jonnie consegue convencer os escoceses, que são liderados por um homem chamado Robert the Fox, a ajudá-lo em um plano contra a dominação dos Psychlos na Terra. Como Terl não entende inglês, Jonnie o engana dizendo que os convenceu se eles fosse pagos após a mineração. Como Terl planeja matar todos eles no final, ele cai na armadilha de Jonnie.
Se aproveitando de que Terl não pode chegar perto do depósito de ouro por causa da contaminação radiativa, sendo apenas monitorados uma vez por dia pelo drone,, eles secretamente exploram as ruínas e restos do que foi a raça humana e procuram Urânio que possa ser utilizado como arma. Para se esconder do drone Jonnie se utiliza dos jovens que recrutou e que são parecidos com ele.
Enquanto isso na base Psychlo, Terl descobre que Numph está roubando da companhia de mineração e ele começa a chantagear Numph e sabe que pode pressionar ele para fazer qualquer coisa. Assim ele coloca o plano de contrabandear o ouro que está minerando disfarçadas de tampas de caixões pintadas com uma tinta a base de chumbo na próxima remessa de corpos para o planeta natal deles. Essa prática de enviar os defuntos para o planeta seria para evitar que outras raças alienígenas possam dissecar e analisar a biologia e anatomia dos Psychlos e encontrar um ponto fraco. Ocorre que, com a implementação de novas medidas de segurança nas minas, os acidentes foram reduzidos e na próxima remessa de corpos os caixões disponíveis e defuntos, não seriam suficientes para contrabandear todo o ouro que Terl quer, assim ele fabrica mais acidentes para conseguir matar mais Psychlos e conseguir a quantidade de caixões de que precisa, sendo um deles o próprio Numph.
Paralelo a esse plano Jonnie e seus amigos bolam um plano secundário com a ajuda de Ker um Psychlo (medindo apenas 2,1 metros de altura). O plano é utilizar parte do plano de Terl e trocar os corpos dos Psychlos por bombas sujas, ou seja, bombas convencionais mas com material radioativo dentro. O que evitaria a detecção do material radioativo seria, exatamente, a pintura a base de chumbo dos caixões, uma medida de segurança que é aplicada para os caixões da Terra. Quando os caixões são finalmente teleportados para o planeta natal dos Psychlos um temporizador explode as bombas. Enquanto isso aqui na Terra os humanos que treinaram e se educaram nas máquinas de ensinar dos Psychlos entram em guerra com os dominadores e conseguem recapturar a Terra usando as armas dos próprios Psychlos.
Com os humanos de volta no controle da Terra, Jonnie se empenha em descobrir o segredo da matemática dos Psychlos e o método de teleporte deles, já que eles só dominaram o universo inteiro pois são os únicos a dominar a tecnologia. Jonnie encontra dificuldade em entender a matemática pois ela é baseada no número 11 e não no 10 como a matemática terrestre. E mesmo assim, os cálculos e equações parecem não fazer sentido para ele. 
Eles descobrem que todos os Psychlos tem um implante cerebral para que eles fiquem com menos empatia e façam com que o trabalho braçal fique mais suportável para eles. Ocorre que o efeito colateral desse implante pe que ele causa sadismo nos Psychlos machos, fazendo com que eles ataquem qualquer raça alienígena que demonstrem interesse na matemática ou no sistema de teletransporte deles. Se o Psychlo não matar a pessoa que perguntou sobre a matemática ou o teletrasnporte o implante cerebral obrigava o Psychlo a cometer suicídio imediato. os humanos desenvolvem uma técnica para remover os implantes curando os Psychlos remanescentes na Terra.
A derrota dos Psychlos tem outra consequência para a Terra. Raças alienígenas rodeiam a Terra com suas naves e pedem uma compensação financeira por terem se subjugado por milênios na mãos dos Psychlos, inclusive uma raça de banqueiros que querem dominar a Terra por conta de débitos financeiros que não foram pagos pelos Psychlos. Jonnie então descobre que as bombas sujas que enviou para Psychlo com a intenção de destruir a capital deles na verdade causou uma reação em cadeia que atingiu o núcleo planetário do planeta Psychlo por causa da intensa mineração que eles fizeram no passado o que ocasionou que o planeta explodisse e se transformasse em uma estrela. Quando outros planetas dominados pelos Psychlos realizaram os teletransportes regulares e agendados, ao invés de trazer operários eles trouxeram matéria solar da estrela nova, o que ocasionou a extinção em massa de todos os Psychlos existentes no universo inteiro. Os únicos Psychlos que ainda existem são aqueles deixados na Terra após a reconquista. jonnie ainda descobre que todas as fêmeas dos Psychlos são estéreis por causa da política que evitava nascimentos fora do planeta natal, ou seja, em breve todos os Psychlos do universo estarão extintos.
Jonnie engana Terl a assinar um contrato que lhe repassaria todos os bens dos Psychlos para o nome da Terra. Sem que Terl saiba, ele na verdade é o Psychlo com o mais alto posto na hierarquia da raça alienígena já que só os Psychlos da Terra estão vivos. Sem saber disso e sem saber que seu planeta foi destruído Terl acha que está enganando Jonnie e os terráqueos e em troca pede que seja teleportado para o planeta natal dos Psychlos. Sabendo que esse contrato valeria perante os banqueiros intergaláticos a Terra agora possui todos os bens que anteriormente pertenciam aos Psychlos e que são suficientes para pagar o débito intergalático, assim a Terra é salva de uma nova dominação alienígena.
Com a ajuda de um Psychlo idoso e sem implante Jonnie descobre que a matemática Psychlo é indecifrável porque eles utilizavam-se de criptografia nas equações para parecer para quem não dominava o assunto que elas estavam incorretas, somente os Psychlos tinhas o código para decifrar a matemática. 
Quando Terl exige ser teleportado de volta ao planeta natal dele Jonnie, finalmente, descobre como construir uma central de teletransporte. Ele informa a Terl que a central de teletransporte está quebrada e inoperante. Terl então diz que consertará a central para que ele possa voltar ao planeta natal. Como Terl ainda tem o implante, qualquer tentativa de fazer ele mostrar como construir uma estação resultará em sua morte, então eles conseguem gravar em vídeo a construção da estação e descobrem que, na verdade, como forma de enganar outras raças que pudessem se apodera de uma estação dessas eles montavam o que parecia um circuito elétrico legítimo, porém, assim que concluído esse circuito era queimado, assim quando uma raça analisasse uma estação, acharia que ela estava quebrada, enquanto um outro circuito, invisível, era colocado do lado interno, esse sim funcionando. O segredo do teletransporte foi decifrado pelos humanos.
Dominando a matemática e a tecnologia dos Psychlos os humanos começam a fabricar e comercializar os equipamentos para outras raças e o dinheiro é, primeiramente, utilizado para a compra de um sistema de defesa planetária para que a Terra nunca mais seja dominada por outra raça alienígena.
Com a Terra segura e a população humana aumentando novamente e aprendendo a história, Jonnie entrega a Terra de volta a seu povo. Depois de alguns anos Jonnie e Chrissie se casam e tem um filho e uma filha e se mudam para um local isolado para treinar os filhos os velhos hábitos de sobrevivência, mas depois de um ano vivendo em paz seus amigos pedem e imploram para que ele volte para a civilização, o que ele relutantemente faz. Anos depois, cansado de sua fama Jonnie se mune de suprimentos e silenciosamente vai embora para nunca mais ser visto. Ele vira uma lenda para a raça humana.